# Garm (Tagikistan)
Ǧarm o Ƣarm (in tagico Ғарм, traslitterata anche Harm o Gharm; in russo Гарм, Garm; in persiano غرم, Gharm), è la città principale dell'omonimo distretto del Tagikistan nella valle del Rasht. Ǧarm fu anche il nome di una oblast' (o provincia) del Tagikistan dal 1920 circa al 1955. Si trova sulla sponda destra del Surchob.

## Storia
Durante gli anni venti la città fu la base per i basmachi, la principale forza di resistenza anti-sovietica dell'Asia centrale. La provincia (oblast') era costituita da gran parte della valle del Karategin.  Nel 1929 il comandante bamasco Faizal Maksum giunse in Tagikistan dall'Afghanistan conquistando rapidamente la città di Garm, salvo poi essere riconquistata poco dopo dalle forze sovietiche 
Durante gli anni cinquanta, buona parte della popolazione fu forzatamente trasferita dal governo nel Tagikistan occidentale e questa popolazione, che prende il nome di garmis è sempre stata avversa al governo anche dopo l'indipendenza del 1992. La presa del potere da parte di un governo islamico ha portato i garmis ad essere anche l'obiettivo di massacri durante la guerra civile scoppiata negli anni novanta. Nel settembre 2010 20 soldati vennero uccisi in un'imboscata ad un convoglio. Nell'ottobre dello stesso anno, il ministro dell'interno tagiko ha affermato che tre militanti nella periferia sono stati uccisi della città nel contesto di un aumento della militanza islamica nella regione.